# Leona Florentino

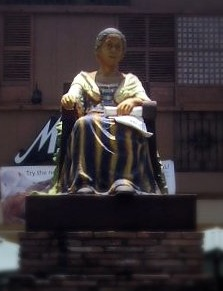
Een standbeeld van Leona Florentino in Vigan

Leona Florentino (Vigan, 19 april 1849 - aldaar, 4 oktober 1884) was een Filipijns dichter in het Spaans en Ilocano.

## Biografie
Leona Florentino werd geboren op 19 april 1849 in de noordelijke Filipijnse stad Vigan. Haar ouders waren Marcelino en Isabel Florentino, beiden afkomstig uit welgestelde families. Leona ging niet naar een middelbare school, maar leerde Spaans van de lokale priester, Fr. Evaristo Abaya. 
Ze schreef vele gedichten in het Spaans en in de lokale taal, het Ilocano. Voorbeelden daarvan zijn 'To a Young Woman on her Birthday', 'Castora Benigna', 'Leon XIII', 'Naangaway a Cablay', 'Rucrunoy', 'Nalpay a Namnama' en 'Panagpakada'. Veel van het werk van Florentino ging verloren tijdens de Filipijnse revolutie. Alleen in de nationale bibliotheken van Engeland, Frankrijk en Spanje zijn nog enkele van haar gedichten bewaard gebleven. Deze gedichten werden in 1889 opgenomen in de Encyclopedia Internationale des Oeuvres des Femmes. Ze wordt daarom wel genoemd als de eerste vrouwelijk Filipijnse dichter die internationale erkenning kreeg
Florentino stierf in 1884 op 35-jarige leeftijd. Ze was sinds haar 14e getrouwd met de acalde-mayor (gouverneur) Elia de los Reyes, met wie ze vijf kinderen kreeg. Haar zoon Isabelo de los Reyes, werd later schrijver en senator. Ook was hij oprichter van de Iglesia Filipina Independiente. Door de vaak feministische thema's van haar werk werd ze verlaten door haar man en leefde ze alleen, gescheiden van haar familie.